# 岡本吉司
岡本吉司（おかもと よしじ、1937年6月7日 - 2016年9月12日）は日本の大蔵官僚。国税庁直税部長、国税庁次長、農用地整備公団副理事長などを務めた。血液型はO型。

## 来歴
東京都台東区出身。東京都立上野高等学校、東京大学法学部卒業。1961年 大蔵省入省（管財局総務課）。1967年7月 津税務署長。
1985年6月25日 国税庁長官官房総務課長。1986年6月10日 福岡国税局長。1987年6月25日 関東信越国税局長。1988年6月15日 国税庁直税部長。1989年6月23日 国税庁次長。1990年6月29日 大臣官房付、退官。
同年7月 農用地整備公団副理事長。1994年6月 福岡銀行常務取締役。2016年9月12日 膀胱がんで死去。

## 略歴
- 1961年4月：大蔵省入省（管財局総務課）[2]。
- 1962年4月：管財局国有財産第一課。
- 1963年6月：関東財務局理財部。
- 1964年6月：大阪国税局調査査察部。
- 1965年6月：関税局総務課文書係長[4]。
- 1966年7月：関税局企画課企画係長[5]。
- 1967年7月：津税務署長。
- 1968年7月：国税庁調査査察部調査課長補佐。
- 1970年7月：関東信越国税局総務部総務課長。
- 1972年7月：証券局企業財務課長補佐。
- 1974年7月：国税庁長官官房会計課長補佐。
- 1975年7月：福岡国税局直税部長。
- 1976年7月：証券局総務課長補佐。
- 1977年7月：大臣官房企画官。
- 1978年6月：東京国税局査察部長。
- 1980年6月：国税庁調査査察部査察課長。
- 1982年6月：理財局資金第二課長。
- 1983年6月16日：国税庁直税部所得税課長。
- 1985年6月25日：国税庁長官官房総務課長。
- 1986年6月10日：福岡国税局長。
- 1987年6月25日：関東信越国税局長。
- 1988年6月15日：国税庁直税部長。
- 1989年6月23日：国税庁次長 兼 国税庁長官官房厚生課長事務取扱。
- 1989年7月10日：国税庁次長。
- 1990年6月29日：大臣官房付、退官。